# 25073 Лаутакшінґ
25073 Лаутакшінґ (25073 Lautakshing) — астероїд головного поясу, відкритий 17 серпня 1998 року.
Тіссеранів параметр щодо Юпітера — 3,444.